# Хэнохэномохэдзи

Хэнохэномохэдзи

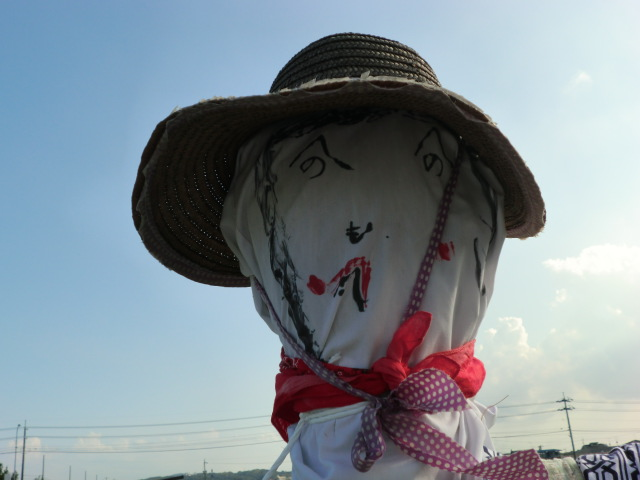
Пугало с изображением хэнохэномохэдзи

Хэнохэномохэдзи (яп. へのへのもへじ) — изображение лица, которое рисуется с использованием иероглифов из хираганы, стал популярным во время периода Эдо.
Рисунок часто используется для обозначения ничем не выделяющегося лица человека, например пугала.
Слово состоит из семи символов хираганы: хэ (へ), но (の), хэ (へ), но (の), мо (も), хэ (へ) и дзи (じ).

## Композиция
Брови рисуются двумя иероглифами хэ (へ), глаза — двумя но (の), нос — мо (も), третий хэ (へ) для рта, а дзи (じ) образует очертания лица.